# George Grey, 2:e baronet
George Grey, född den 11 juli 1799, död den 9 september 1882, var en brittisk statsman. Han var son till George Grey, 1:e baronet och brorson till Charles Grey, 2:e earl Grey. 
Grey tillhörde underhuset åren 1832–1852 och 1853–1874 och gjorde sig känd som en saklig och kunnig debattör av äldre whigåskådning samt som en synnerligen framstående administrativ begåvning. Han var understatssekreterare för kolonierna 1834 och 1835–1839, innehade sedan till 1841 ett par andra ministerbefattningar samt var inrikesminister under lord John Russell 1846–1852 samt under Palmerston 1855–1858 och 1861–1866. Som sådan genomförde han deporteringsstraffets ersättande med straffarbete och upprätthöll med sträng hand ordningen de oroliga åren 1848-49 i England och på Irland. Grey var en kortare tid 1854–1855 kolonialminister i Aberdeens koalitionsministär och tillhörde 1859–1861 Palmerstons  ministär som kansler för hertigdömet Lancaster. Hans stora arbetsförmåga gjorde honom eftersökt vid bildandet av alla liberala ministärer under hans långa statsmannabana.